# Siatka (elektroda)

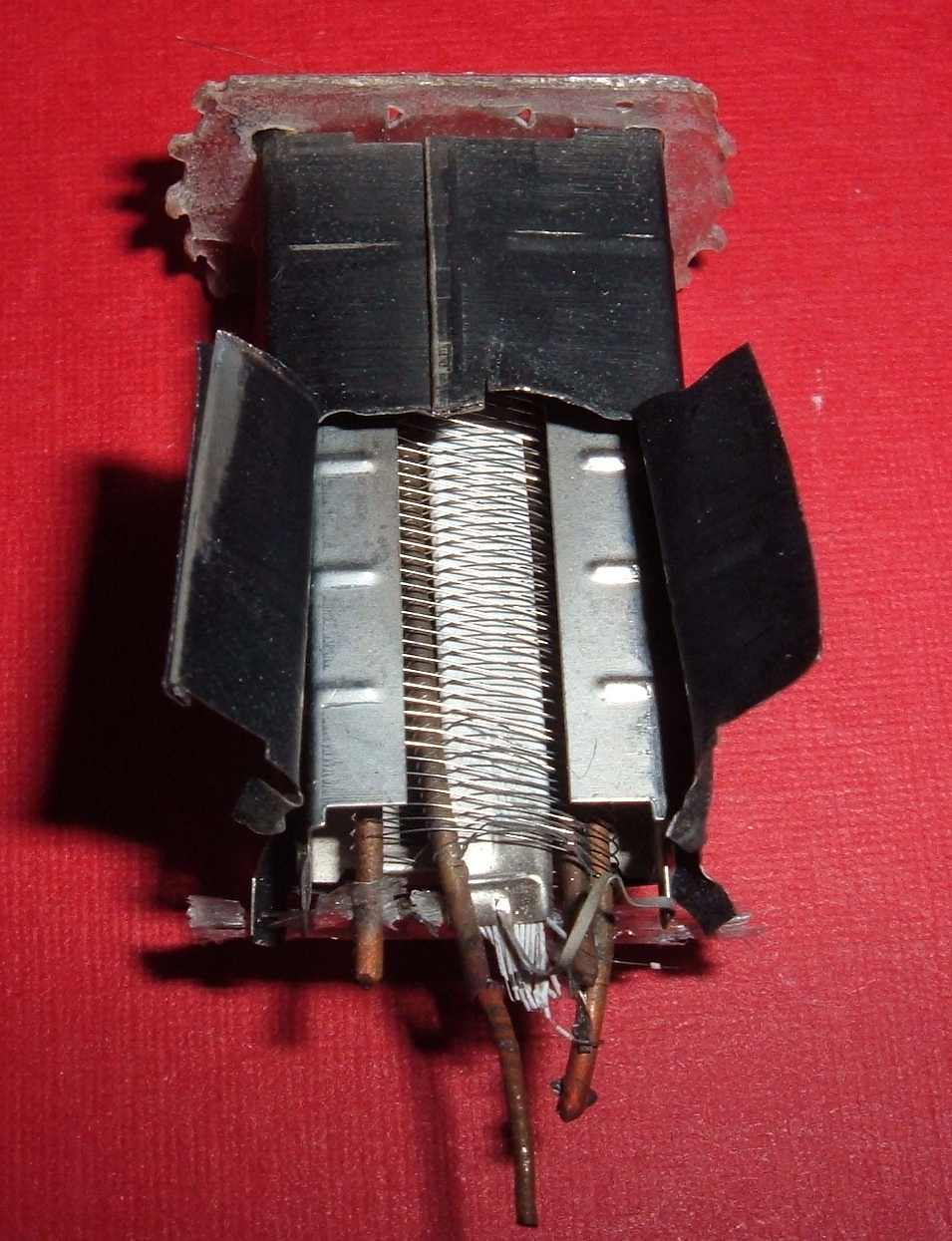
wnętrze lampy elektronowej; siatka – spiralą z cienkiego drutu – widoczna pośrodku

Siatka – elektroda w lampie elektronowej, znajdująca się pomiędzy katodą a anodą. W triodzie jest jedna siatka, w tetrodzie – dwie siatki, w pentodzie – trzy, w heksodzie cztery itd. Siatki budowane są zazwyczaj w postaci cienkiego drucika otaczającego katodę o luźno nawiniętych zwojach na „słupkach” z grubszego drutu, unoszących konstrukcję siatki i stanowiących równocześnie wyprowadzenie elektryczne siatki.
Zadaniem siatki, która w czasie pracy lampy polaryzowana jest napięciem (dodatnim lub ujemnym) względem katody jest sterowanie chmurą elektronów zmierzających z katody do anody. Lampy, w których wykorzystywana jest ta metoda sterowania elektronami nazywane są wspólnym mianem „lamp siatkowych”.
W zależności od położenia poszczególnych siatek względem katody oraz ich konstrukcji (głównie gęstości „oczek” siatki) mają one różne przeznaczenie, różnie są polaryzowane i noszą różne nazwy.

Pentoda – symbol i oznaczenia elektrod:
H – włókno żarzenia
1 – anoda
2 – katoda
3 – siatka sterująca
4 – siatka ekranująca
5 – siatka hamująca

Siatki w lampach od triody do pentody:
- Siatka najbliższa katody (w triodach jedyna siatka tej lampy) nosi nazwę siatki sterującej i w typowych zastosowaniach lamp jako wzmacniacz napięcia do tej siatki – zazwyczaj wstępnie spolaryzowanej niewielkim (kilkuwoltowym) napięciem ujemnym względem katody – przykładany jest sygnał (zwykle niewielkie napięcie zmienne), który ma być przez lampę wzmacniany.
- Siatka następna (druga, za sterującą) nosi nazwę siatki ekranującej (osłonnej). Polaryzowana jest zazwyczaj wysokim dodatnim napięciem względem katody (bliskim napięciu anodowemu). Występuje w tetrodzie i innych lampach wielosiatkowych. Jej zadaniem jest zmniejszenie wpływu anody na prąd siatki sterującej.
- Siatka trzecia, występująca w pentodach i lampach o jeszcze większej liczbie siatek nosi nazwę siatki hamującej. Polaryzowana jest zazwyczaj identycznie jak katoda. Jej zadaniem jest zatrzymać elektrony wtórne wybite z siatki drugiej przez elektrony pierwotne pędzące z katody; elektrony te, jeśli nie są hamowane trzecią siatką (tj. w tetrodach, gdzie jej nie ma), to przyciągane są przez anodę i zwiększają prąd anodowy lampy, co pogarsza jej parametry eksploatacyjne.

W lampach o liczbie siatek większej od trzech rola poszczególnych siatek jest już nieco inna, bowiem lampy te przeznaczone są do pracy w układach sterowanych nie jednym, a dwoma sygnałami (np. mieszaczach):
- W heksodzie, która ma cztery siatki, są dwie siatki sterujące (pierwsza i trzecia) i dwie ekranujące: siatka druga przeciwdziała wzajemnym wpływom obu siatek sterujących, a siatka czwarta ekranuje siatki od anody (jak siatka druga w tetrodzie).
- Heptoda (pięciosiatkowa) występuje w dwóch wersjach:
  - heptoda heksodowa ma konstrukcję podobną do heksody, przy czym przed samą anodą ma jeszcze dodatkową siatkę hamującą o funkcji podobnej, jak siatka trzecia w pentodzie;
  - heptoda oktodowa zbudowana jest podobnie do oktody, ale brak w niej siatki szóstej, która w oktodach pełni rolę hamującej.
- Oktoda ma sześć siatek: pierwszą i czwartą – sterujące, drugą – specjalną, trzecią i piątą – ekranujące oraz szóstą – hamującą.
- Ennoda ma siedem siatek: zasadniczo trzy sterujące, przy czym pierwsza z nich reguluje prąd płynący z katody, a właściwe siatki sterujące to trzecia i piąta; znajdujące się za nimi siatki druga, czwarta i szósta pełnią rolę siatek ekranujących, a siatka siódma, najbliższa anody, jest siatką hamującą.